# Analgésico

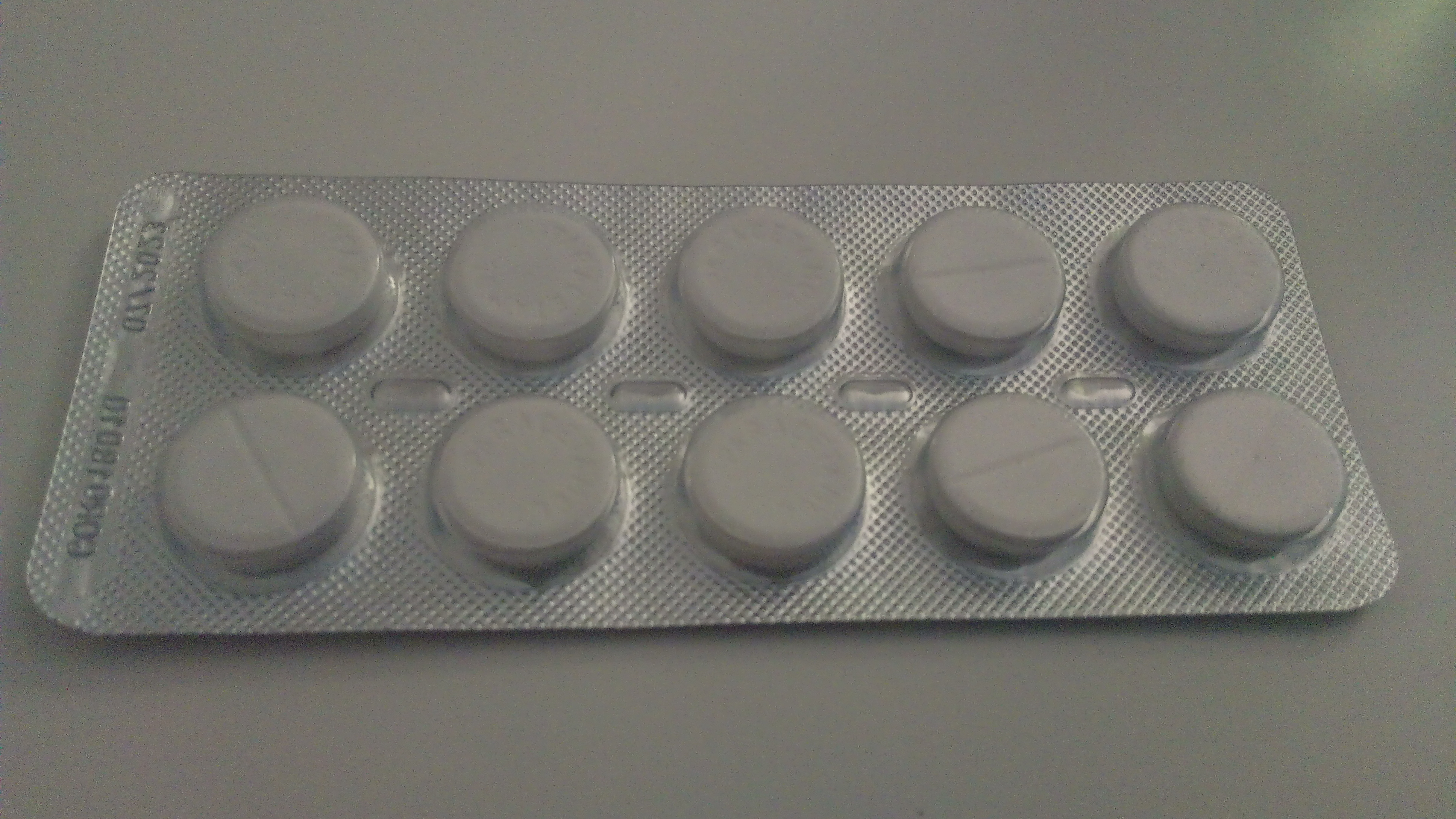
Tableta de Paracetamol, de la cadena de supermercados neerlandeses Albert Heijn.

Un analgésico es cualquier miembro del grupo de medicamentos utilizados para lograr la analgesia, el alivio y reducción del dolor, ya sea de cabeza, muscular o en general.
Los fármacos analgésicos actúan de diversas formas sobre los sistemas nerviosos central y periférico. Son distintos de los anestésicos, que afectan temporalmente y, en algunos casos, eliminan por completo la sensación. Los analgésicos incluyen paracetamol (conocido también como acetaminofén o acetaminofeno), los medicamentos antiinflamatorios no esteroides (AINE) como los salicilatos y los opioides como la morfina y la oxicodona.
Al elegir analgésicos, la gravedad y la respuesta a otros medicamentos determinan la elección del agente; la escala analgésica de la Organización Mundial de la Salud carro especifica analgésicos suaves como primer paso. También está determinada por el tipo de dolor: para el dolor neuropático, los analgésicos tradicionales son menos efectivos y, a menudo, se benefician de clases de medicamentos que normalmente no se consideran analgésicos, como los antidepresivos tricíclicos y antiepilépticos.

## Clasificación de los analgésicos

### Antiinflamatorios no esteroideos
Los antiinflamatorios no esteroideos (AINE) son un grupo de fármacos heterogéneo, cuyo representante más conocido es la aspirina. Actúan sobre todo inhibiendo a unas enzimas llamadas ciclooxigenasas, cruciales en la producción de prostaglandinas, sustancias mediadoras del dolor. Corresponden al primer escalón analgésico de la OMS, junto con el paracetamol (AINE carente de efectos antiinflamatorios). Además de propiedades analgésicas, los AINE son antipiréticos, antiinflamatorios y algunos antiagregantes plaquetarios. Tienen el inconveniente de que no se puede superar una dosis de tolerancia o techo terapéutico debido a los graves efectos adversos como es la hemorragia.

### Opiáceos menores
Los opiáceos menores, también conocidos como opioides menores, son una categoría de fármacos analgésicos que actúan sobre los receptores opioides en el sistema nervioso central para aliviar el dolor. Aunque se denominan "menores", no se refiere a su potencia, sino a la diferencia en su estructura química en comparación con los opiáceos mayores, como la morfina o la heroína.
Los opiáceos menores incluyen sustancias como la codeína y el tramadol. Estos fármacos son menos potentes en términos de su efecto analgésico en comparación con los opiáceos mayores, pero aún pueden ser eficaces para tratar el dolor moderado a severo. Además de sus propiedades analgésicas, la codeína también se utiliza como antitusígeno para tratar la tos.
Aunque los opiáceos menores son considerados menos potentes, siguen siendo fármacos con efectos narcóticos y pueden producir efectos secundarios y dependencia si se usan incorrectamente o en dosis elevadas. También pueden causar somnolencia, estreñimiento, náuseas y depresión respiratoria.

### Opiáceos mayores
Son un grupo de fármacos, unos naturales (opiáceo) como la morfina y otros artificiales (opioide) como el fentanilo, que actúan sobre los receptores opioides de las neuronas del sistema nervioso, imitando el poder analgésico de los opiáceos endógenos.
Son los fármacos analgésicos más potentes conocidos y corresponden al tercer escalón analgésico de la OMS. Se pueden asociar y potencian su acción con los AINE, pero no es biológicamente correcto asociarlos a opiáceos menores.
Los opiáceos mayores no presentan techo terapéutico, por lo que se puede aumentar la dosis según la presencia de dolor y tolerancia del paciente. Presenta el inconveniente de que son sustancias estupefacientes y deprimen el sistema nervioso central en las primeras dosis.

### Otros
Ziconotide es un fármaco que no es opioide, ni un AINE, y tampoco un anestésico local. Usado en el tratamiento del dolor crónico.

### Fármacos adyuvantes
Aunque no son analgésicos cuando se administran aisladamente, potencian la acción de cualquier analgésico en asociación. Entre los fármacos adyuvantes analgésicos se encuentran:
- Corticoides.
- Antidepresivos, sobre todo los antidepresivos tricíclicos.
- Anticonvulsivantes, sobre todo en el dolor neuropático.

Aunque no se pueden incluir dentro del grupo de los analgésicos, el placebo, es decir, el efecto placebo o alivio del dolor en ausencia de un tratamiento conocido biológicamente como activo, es capaz de activar áreas cerebrales dedicadas al alivio del dolor, provocando cambios físicos en la manera en la que el cerebro responde al dolor, visible en resonancia magnética funcional, por lo que está demostrado que la confianza que deposita el paciente en un tratamiento, mejora los resultados del mismo. A pesar de todo, ninguna fase del tratamiento del dolor pasa por la utilización de placebo, porque no es ético.